# 우이천
우이천(牛耳川)은 서울특별시 강북구 우이동 도봉산(우이령)에서 발원하여 중랑천으로 흘러드는 지방하천이다. 중랑천의 지천(枝川) 가운데 가장 큰 하천으로, 상류에서부터 차례대로 대동천, 가오천, 화계천 등의 지류를 합류시킨다.
우이신설선 북한산우이역과 경원선 석계역 인근은 복개되어 주차장으로 쓰이고 있다.과거에는 건천으로 분류되었으나 2013년 하천 정비공사를 통하여 생태하천으로 변화하였다. 조선시대에는 중랑천과 함께 한성부 성저십리의 북동부 자연경계였다.상류구간의 일부가 복개되어 있다.

## 이름 유래
우이천이라는 이름은 하천 발원지가 있는 우이령에서 유래한 것으로, 이 ‘우이’(牛耳)라는 지명은 인근 도봉산의 봉우리가 소의 귀 모양과 닮았다 하여 붙은 이름이다.